# Tabanus aegrotus
Tabanus aegrotus är en tvåvingeart som beskrevs av Osten Sacken 1877. Tabanus aegrotus ingår i släktet Tabanus och familjen bromsar. Inga underarter finns listade i Catalogue of Life.